# Temporada 2007 de la Champ Car World Series
La temporada 2007 de la Champ Car World Series fue la cuarta temporada de la Championship Auto Racing Teams como propiedad de Open-Wheel Racing Series (OWRS) y la última de la serie. Se corrieron 14 carreras, comenzando en Las Vegas, Nevada, el 8 de abril y concluyendo en Ciudad de México, México, el 11 de noviembre. El campeón de la Championship Auto Racing Teams fue por cuarta y última vez el francés Sébastien Bourdais, y el novato del año fue el neerlandés Robert Doornbos. Sin saberlo en ese momento, que esto acabaría siendo la última temporada disputada de la Champ Car, ya que el mes de febrero de 2008, la serie sería unificada con la IRL Hoy en día IndyCar Series.

## El desarrollo de la última temporada
El año 2007, la Champ Car había sufrido algunos cambios importantes. La primera carrera de la temporada fue cambiada, ya que el Gran Premio de Long Beach pasó a ser la segunda competencia de la temporada mientras que el Gran Premio de Las Vegas era la nueva prueba que integraba la serie después de 23 años de ausencia del Gran Premio de Las Vegas, ya que originalmente se corrió en el emplazamiento del parqueadero del Caesar Palace, la edición 2007 se corrió en un emplazamiento callejero. El Gran Premio de Long Beach pa´so ser entonces la segunda carrera de la temporada, seguido por el Gran Premio de Houston.
Además, toda la programación se llevó a cabo en solo circuitos tanto autódromos como mixtos y callejeros, por vez primera desaparecían por completo los ovalos, tras la última competencia de 2006 en el Óvalo de Milwaukee, y las competencias fueron cronometradas para un número determinado de número de vueltas. El calendario completo de 2007 se anunció el miércoles 27 de septiembre de 2006.
Los Funcionarios de la Champ Car confirmaron que Panoz sería el único proveedor de chasis para la Champ Car por los próximos tres años partiendo desde el 2007. El Panoz DP01 fue construido por la compañía hermana Élan Motorsport Technology y fue propulsado por motor Cosworth turboalimentado. Con la nueva fórmula se instauró con el fin de reducir significativamente los costos de competición en la serie, y que fue a su vez para aumentar los recursos para los coches para mantener o aumentar las entradas para la temporada 2007. Sin embargo, las entradas de 2007 no superaron a las de 2006. Ford anunció que dejaría la asociación para la fabricación de los motores Cosworth. Mazda había sido confirmada como el nuevo Pace Car y proveedor de vehículos de cortesía.
ESPN Volvía ser el canal de las transmisiones de la serie.
El 16 de enero de 2007, la Champ Car anunció que regresaría a Europa, por primera vez desde el 2003, con carreras programadas para el 2 de septiembre de 2007 en el Circuito de TT Assen en Holanda, y el 9 de septiembre de 2007 en el histórico circuito de Zolder en Bélgica.

## Pilotos y equipos

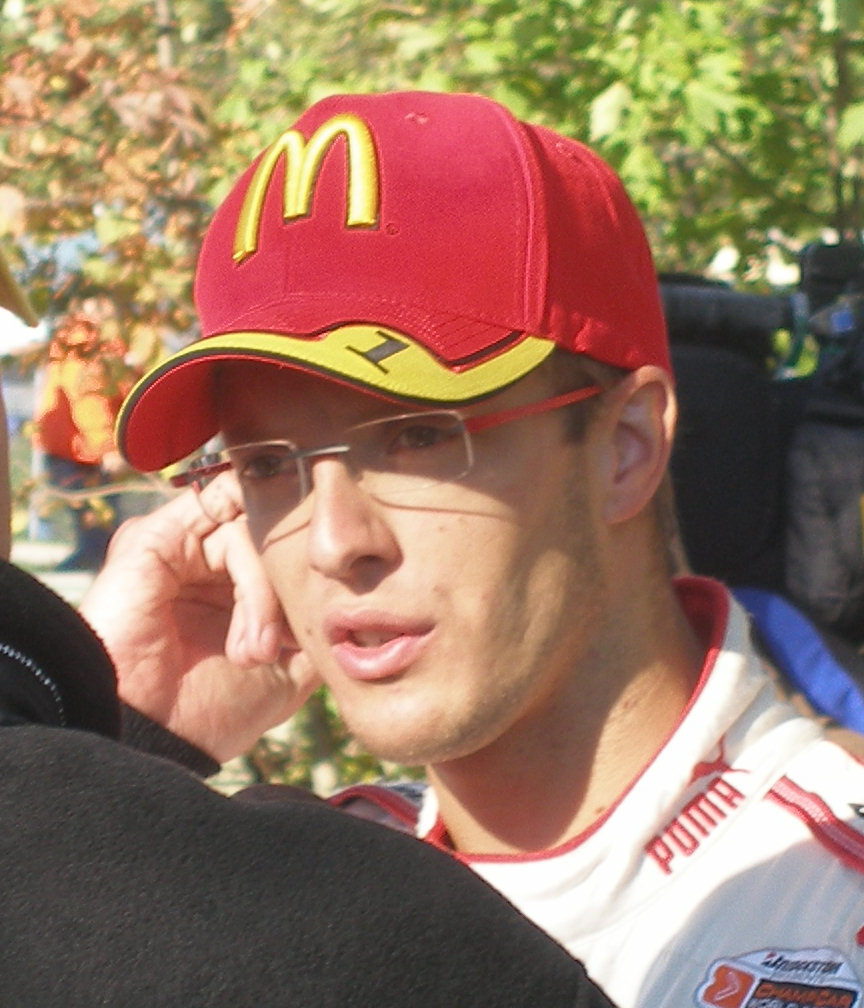
Sébastien Bourdais, antes de su salto a la Fórmula 1, se convirtió en el último campeón de la Championship Auto Racing Teams (su cuarto título de la serie) antes de su fusión con la Indy Racing League, marcando 29 años de un campeonato que ya había llegado a su declive tanto financiera como popularmente.

Todos los monoplazas eran Panoz-Cosworth y montaban neumáticos Bridgestone.
| Equipo                     | N.º | Piloto(s)          | Rondas             |
| -------------------------- | --- | ------------------ | ------------------ |
| Newman/Haas/Lanigan Racing | 1   | Sébastien Bourdais | Todas              |
| Newman/Haas/Lanigan Racing | 2   | Graham Rahal       | Todas              |
| Forsythe Racing            | 3   | Paul Tracy         | Rondas 1, 4–14     |
| Forsythe Racing            | 3   | Oriol Servià       | Rondas 2–3         |
| Forsythe Racing            | 7   | Mario Domínguez    | Rondas 1–3         |
| Forsythe Racing            | 7   | Oriol Servià       | Rondas 4–12        |
| Forsythe Racing            | 7   | David Martínez     | Rondas 13–14       |
| Minardi Team USA           | 4   | Dan Clarke         | Rondas 1–10, 12–14 |
| Minardi Team USA           | 4   | Mario Domínguez    | Ronda 11           |
| Minardi Team USA           | 14  | Robert Doornbos    | Todas              |
| Team Australia             | 5   | Will Power         | Todas              |
| Team Australia             | 15  | Simon Pagenaud     | Todas              |
| RSPORTS                    | 8   | Alex Tagliani      | Todas              |
| RSPORTS                    | 9   | Justin Wilson      | Todas              |
| Dale Coyne Racing          | 11  | Katherine Legge    | Todas              |
| Dale Coyne Racing          | 19  | Bruno Junqueira    | Todas              |
| PKV Racing                 | 21  | Neel Jani          | Todas              |
| PKV Racing                 | 22  | Tristan Gommendy   | Rondas 1–7, 9–12   |
| PKV Racing                 | 22  | Mario Domínguez    | Ronda 8            |
| PKV Racing                 | 22  | Oriol Servià       | Rondas 13–14       |
| Pacific Coast Motorsports  | 28  | Ryan Dalziel       | Rondas 1–8, 10–12  |
| Pacific Coast Motorsports  | 28  | Mario Domínguez    | Rondas 9, 13–14    |
| Pacific Coast Motorsports  | 29  | Alex Figge         | Rondas 1–2, 4–14   |
| Pacific Coast Motorsports  | 29  | Roberto Moreno     | Ronda 3            |
| Conquest Racing            | 34  | Jan Heylen         | Rondas 4–12        |
| Conquest Racing            | 34  | Nelson Philippe    | Rondas 13–14       |
| Conquest Racing            | 42  | Matt Halliday      | Rondas 1–3         |

## Resultados

### Calendario y resultados
| Rond. | Fecha           | Comp./Circuito                                                                                              | Localización                            | Pole position      | Ganador            | Equipo Ganador             |
| ----- | --------------- | --- | --------------------------------------- | ------------------ | ------------------ | -------------------------- |
| 1     | 8 de abril      | Champ Car Gran Premio de Las Vegas Circuito de Fremont Street Experience                                    | Las Vegas, Nevada                       | Will Power         | Will Power         | Team Australia             |
| 2     | 15 de abril     | Toyota Grand Prix of Long Beach Circuito callejero de Long Beach                                            | Long Beach, California                  | Sébastien Bourdais | Sébastien Bourdais | Newman/Haas/Lanigan Racing |
| 3     | 22 de abril     | Grand Prix of Houston MDAnderson Cancer Center Speedway                                                     | Houston, Texas                          | Will Power         | Sébastien Bourdais | Newman/Haas/Lanigan Racing |
| 4     | 10 de junio     | Mazda Champ Car Grand Prix of Portland Presented by Joe's Sports and Outdoor Portland International Raceway | Portland, Oregón                        | Justin Wilson      | Sébastien Bourdais | Newman/Haas/Lanigan Racing |
| 5     | 24 de junio     | Champ Car Grand Prix of Cleveland Presented by LaSalle Bank Circuito de Cleveland Burke Lakefront Airport   | Cleveland, Ohio                         | Sébastien Bourdais | Paul Tracy         | Forsythe Racing            |
| 6     | 1 de julio      | Champ Car Mont-Tremblant Circuito Mont-Tremblant                                                            | Mont-Tremblant, Quebec                  | Tristan Gommendy   | Robert Doornbos    | Team Minardi USA           |
| 7     | 8 de julio      | Steelback Grand Prix of Toronto Circuito de Exhibition Place                                                | Toronto, Ontario                        | Sébastien Bourdais | Will Power         | Team Australia             |
| 8     | 22 de julio     | Rexall Grand Prix of Edmonton Circuito de Edmonton City Centre Airport                                      | Edmonton, Alberta                       | Will Power         | Sébastien Bourdais | Newman/Haas/Lanigan Racing |
| 9     | 29 de julio     | San Jose Grand Prix at Redback Raceway Circuito callejero de San José                                       | San José, California                    | Justin Wilson      | Robert Doornbos    | Team Minardi USA           |
| 10    | 12 de agosto    | Generac Grand Prix Road America                                                                             | Elkhart Lake, Wisconsin                 | Sébastien Bourdais | Sébastien Bourdais | Newman/Haas/Lanigan Racing |
| 11    | 26 de agosto    | Belgian Champ Car Grand Prix Circuito de Zolder                                                             | Heusden-Zolder, Bélgica                 | Sébastien Bourdais | Sébastien Bourdais | Newman/Haas/Lanigan Racing |
| 12    | 2 de septiembre | Bavaria Champ Car Grand Prix Powered by Audi, Gant, Hertz, Jumbo & Pioneer TT Circuito de Assen             | Assen, Holanda                          | Sébastien Bourdais | Justin Wilson      | RSPORTS                    |
| 13    | 21 de octubre   | Lexmark Indy 300 Circuito callejero de Surfers Paradise                                                     | Surfers Paradise, Queensland, Australia | Will Power         | Sébastien Bourdais | Newman/Haas/Lanigan Racing |
| 14    | 11 de noviembre | Gran Premio Tecate Presented by Banamex Autódromo Hermanos Rodríguez                                        | Ciudad de México, México                | Will Power         | Sébastien Bourdais | Newman/Haas/Lanigan Racing |

### Campeonato de Pilotos
| Pos. | Piloto             | LV  | LBH | HOU | POR | CLE | MTT | TOR | EDM | SAN | ROA | ZOL | ASS | SUR | MEX | Puntos |
| ---- | ------------------ | --- | --- | --- | --- | --- | --- | --- | --- | --- | --- | --- | --- | --- | --- | ------ |
| 1    | Sébastien Bourdais | 13  | 1*  | 1*  | 1   | 12  | 2*  | 9   | 1*  | 5   | 1*  | 1*  | 7   | 1*  | 1*  | 364    |
| 2    | Justin Wilson      | 14  | 4   | 10  | 2*  | 4   | 5   | 3   | 2   | 13  | 8   | 5   | 1*  | 2   | 10  | 281    |
| 3    | Robert Doornbos    | 2   | 13  | 3   | 3   | 2   | 1   | 6   | 11  | 1   | 14  | 7   | 13  | 4   | 16  | 268    |
| 4    | Will Power         | 1*  | 3   | 11  | 4   | 10* | 3   | 1   | 15  | 4   | 16  | 4   | 14  | 16  | 2   | 262    |
| 5    | Graham Rahal       | 17  | 8   | 2   | 9   | 8   | 7   | 11  | 3   | 6   | 3   | 3   | 9   | 11  | 4   | 243    |
| 6    | Oriol Servià       |     | 2   | 4   | 11  | 7   | 9   | 10* | 6   | 3*  | 4   | 6   | 8   | 14  | 3   | 237    |
| 7    | Bruno Junqueira    | 7   | 6   | 7   | 13  | 16  | 17  | 5   | 7   | 7   | 9   | 2   | 3   | 3   | 7   | 233    |
| 8    | Simon Pagenaud     | 12  | 14  | 5   | 8   | 5   | 4   | 4   | 4   | 10  | 11  | 12  | 6   | 5   | 6   | 232    |
| 9    | Neel Jani          | 10  | 7   | 15  | 12  | 3   | 6   | 2   | 9   | 2   | 10  | 8   | 5   | 8   | 9   | 231    |
| 10   | Alex Tagliani      | 4   | 5   | 9   | 5   | 6   | 8   | 8   | 14  | 15  | 5   | 9   | 15  | 7   | 13  | 205    |
| 11   | Paul Tracy         | 3   |     |     | 10  | 1   | 15  | 14  | 5   | 11  | 12  | 10  | 17  | 9   | 5   | 171    |
| 12   | Tristan Gommendy   | 5   | 11  | 13  | 7   | 13  | 12  | 15  |     | 8   | 7   | 16  | 4   |     |     | 140    |
| 13   | Dan Clarke         | 15  | 12  | 17  | 6   | 11  | 14  | 12  | 8   | 17  | 2   |     | 11  | 17  | 17  | 129    |
| 14   | Ryan Dalziel       | 11  | 9   | 8   | 14  | 9   | 10  | 7   | 12  |     | 17  | 15  | 10  |     |     | 116    |
| 15   | Katherine Legge    | 6   | 10  | 16  | 17  | 15  | 11  | 16  | 16  | 16  | 15  | 11  | 12  | 15  | 15  | 108    |
| 16   | Jan Heylen         |     |     |     | 15  | 14  | 16  | 13  | 10  | 9   | 6   | 13  | 2   |     |     | 104    |
| 17   | Alex Figge         | 8   | 16  |     | 16  | 17  | 13  | 17  | 13  | 14  | 13  | 14  | 16  | 13  | 11  | 95     |
| 18   | Mario Domínguez    | 9   | 17  | 6   |     |     |     |     | 17  | 12  |     | 17  |     | 12  | 8   | 78     |
| 19   | Nelson Philippe    |     |     |     |     |     |     |     |     |     |     |     |     | 6   | 12  | 28     |
| 20   | David Martínez     |     |     |     |     |     |     |     |     |     |     |     |     | 10  | 14  | 18     |
| 20   | Matt Halliday      | 16  | 15  | 14  |     |     |     |     |     |     |     |     |     |     |     | 18     |
| 22   | Roberto Moreno     |     |     | 12  |     |     |     |     |     |     |     |     |     |     |     | 9      |
| Pos. | Piloto             | LAS | LBH | HOU | POR | CLE | MTT | TOR | EDM | SAN | ROA | ZOL | ASS | SUR | MEX | Puntos |

| Color          | Result                                             |
| -------------- | -------------------------------------------------- |
| Oro            | Ganador                                            |
| Plata          | Segundo lugar                                      |
| Bronce         | Tercer lugar                                       |
| Verde          | Cuarto y quinto lugar                              |
| Celeste        | 6º-12º lugar (terminó la carrera)                  |
| Azul oscuro    | Finalizó la carrera fuera del Top 12               |
| Violeta        | No finalizó la carrera                             |
| Rojo           | No se clasificó a la carrera (DNQ)                 |
| Marrón         | Retiro del evento (Wth)                            |
| Negro          | Descalificado (DSQ)                                |
| Blanco         | No comenzó la carrera (DNS)                        |
| Sin color      | No participó (DNP)                                 |
| Negrita        | Pole position                                      |
| Cursiva        | Piloto que hizo la vuelta más rápida de la carrera |
| *              | Piloto con más vueltas lideradas                   |
| Novato del Año |                                                    |
| Novato         |                                                    |

### Sistema de Puntuación
Los puntos para la temporada se otorgaron sobre la base de los lugares obtenidos por cada conductor (independientemente de que si el coche está en marcha hasta el final de la carrera):
| Posición | 1  | 2  | 3  | 4  | 5  | 6  | 7  | 8  | 9  | 10 | 11 | 12 | 13 | 14 | 15 | 16 | 17 | 18 | 19 | 20 |
| Puntos   | 31 | 27 | 25 | 23 | 21 | 19 | 17 | 15 | 13 | 11 | 10 | 9  | 8  | 7  | 6  | 5  | 4  | 3  | 2  | 1  |

#### Puntos de bonificación
- 1 Punto para Vuelta más Rápida en Carrera
- 1 Punto para fase eliminatoria de clasificación por Vuelta más Rápida (viernes)
- 1 Punto para fase eliminatoria de clasificación por Vuelta más Rápida (sábado)
- 1 Punto para por el mayor número de posiciones ganadas desde la posición de partida en la competencia (en caso de empate, el piloto mejor clasificado, consigue el punto)